# IC 1677
IC 1677 ist eine Galaxie vom Hubble-Typ S? im Sternbild Fische auf der Ekliptik. Sie ist schätzungsweise 249 Mio. Lichtjahre von der Milchstraße entfernt und hat einen Durchmesser von etwa 65.000 Lj. 

Im selben Himmelsareal befinden sich u. a. die Galaxien IC 1669, IC 1673, IC 1680, IC 1682.
Das Objekt wurde am 30. November 1899 vom französischen Astronomen Stéphane Javelle entdeckt.